# Mashabei Sadeh
Mashabei Sadeh (in ebraico משאבי שדה) è un kibbutz situato in Israele, nel deserto del Negev, tra Sde boker e Revivim.
Fu fondato nel 1947 a Halutza, ma dopo la creazione dello stato d'Israele, con l'arrivo di nuovi membri, fu spostato nel sito odierno. Oggi si contano 270 abitanti tra membri e candidati, con famiglie provenienti da Israele, Nordafrica, Sudamerica, Stati Uniti e Russia.
Seguendo la filosofia dei kibbutz si sono sviluppati metodi per creare fonti di entrata. L'agricoltura è uno di questi; per l'irrigazione si sono sfruttati sistemi di irrigazione che sfruttano l'acqua salmastra presente nel Deserto del Negev, e ad essa si sono adattate le coltivazioni.
Di recente, nei pressi del Kibbutz è stata stabilita una coltivazione ittica in acqua salata.
Dal 1990 si è cominciato a sfruttare il turismo, con la costruzione di un Country Lodging, Mashabim.
Tra i membri del kibbutz sono presenti dottori, consulenti organizzativi, scrittori, che contribuiscono alla conduzione del kibbutz.